# Jean-Louis Déotte

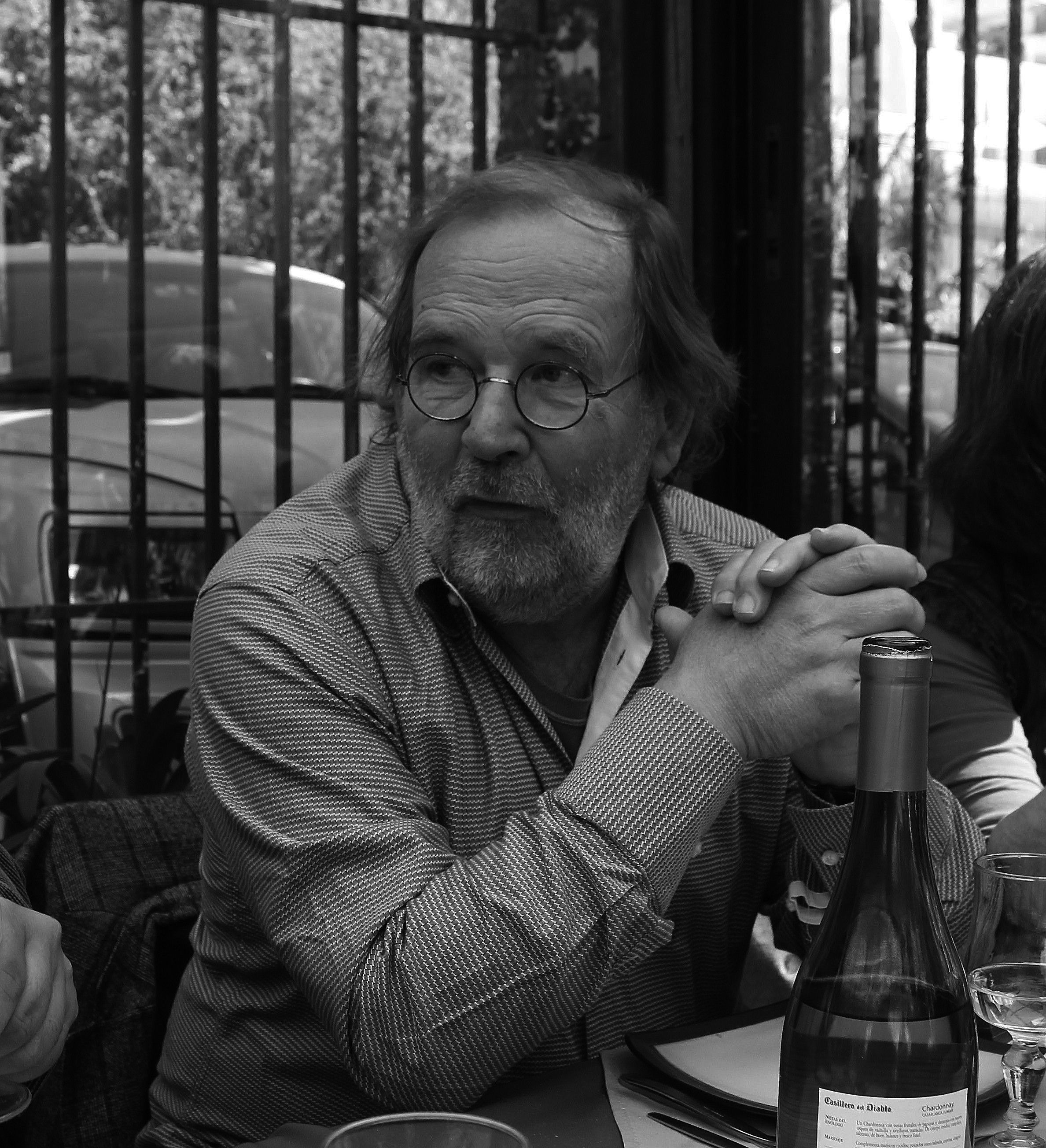
Jean-Louis Déotte (2013)

Jean-Louis Déotte (* 15. September 1946 in Montreuil; † 17. Februar 2018 in Assinie-Mafia, Elfenbeinküste) war ein französischer Philosoph, Kunst- und Medientheoretiker.

## Leben und Werk
Déotte war Professor für Philosophie an der Universität Paris VIII (Saint Denis). Er war Programmkoordinator des Forschungsprojekts «arts, appareils, diffusion» am «Maison des Sciences de l’Homme Paris-Nord» und Herausgeber der «Revue Appareil». Beim Verlag L’Harmattan leitete er die «Collection Esthétiques».
Déottes Forschungsschwerpunkt war der Apparat, der für jede Epoche ein anderer ist, immer jedoch die Kultur, Politik und das Denken einer bestimmten Zeit prägt. In Video und Cogito geht er der Funktionslogik des Apparats der Zentralperspektive nach, aus der das spezifisch neuzeitliche Selbstverständnis hervorgeht.

## Werke (Auswahl)
deutsch
- Video und Cogito: Die Epoche des perspektivischen Apparats. diaphanes-Verlag, Zürich und Berlin 2006, ISBN 978-3-935300-91-9

französisch
- mit Michel Faucher: Gerard Venturelli. Carre de nuit ou le plaisir comme derive. Ed. Gerard Venturelli, Paris 1993
- Les autoportraits de Mapplethorpe (mit Essays von Jean-Michel Ribettes & Jean-Louis Deotte). Baudoin Lebon, Paris 1996
- als Herausgeber: Hommages. La tradition discontinue. L’Harmattan/Musée d’Amiens, Paris und Amiens 1997
- L’homme de verre: esthétiques benjaminiennes. Harmattan, Paris und Montréal 1998
- als Herausgeber: Le jeu de l’exposition. L’Harmattan, Paris 1998
- mit Alain Brossat: L’époque de la disparition. Politique et esthétique. L’Harmattan, Paris 2000
- L’époque de l’appareil perspectif: Brunelleschi, Machiavel, Descartes. L’Harmattan, Paris 2001
- mit Alain Brossat: La mort dissoute. L’Harmattan, Paris 2002
- L’époque des appareils. Editions Lignes, Paris 2004
- Appareils et formes de la sensibilité. L’Harmattan, Paris 2005
- Qu’est-ce qu’un appareil ? Benjamin, Lyotard, Rancière. L’Harmattan, Paris 2007
- mit Marion Froger und Silvestra Mariniello: Appareil et intermédialité. L’Harmattan, Paris 2007
- Walter Benjamin littérarement. Dialogues avec I. Brocchini. L’Harmattan, Paris 2017